# Gaetano Amato
Gaetano Amato (Castellammare di Stabia, 5 giugno 1957) è un attore, scrittore e politico italiano.

## Biografia
Nato il 5 giugno 1957 a Castellammare di Stabia (NA), Amato ha lavorato tra cinema, televisione e teatro, divenendo famoso per le sue numerose partecipazioni nelle fiction televisive come La squadra, Il Grande Torino, L'uomo sbagliato, L'ultimo padrino, Crimini e Il coraggio di Angela, aggiudicandosi alcuni premi come il premio Charlot per il cabaret, la Grolla d'oro per Il Grande Torino, premio qualità televisiva per La squadra, Mirto d'oro per attore dell'anno.
È anche autore di romanzi, tra i quali Il testimone del 2009 (finalista al premio Bancarella). Scrive inoltre per il cabaret, per il teatro e per il cinema.

## Attività politica
Alle elezioni regionali in Campania del 2010 è stato candidato tra le liste dell'Italia dei Valori, nella mozione del sindaco di Salerno Vincenzo De Luca, ottenendo 1.659 preferenze nella circoscrizione di Napoli ma risultando non eletto.
In seguito si avvicina al Movimento 5 Stelle, con cui alle elezioni politiche anticipate del 2022 viene candidato alla Camera dei deputati nel collegio uninominale Campania 1 - 07 (Torre del Greco), venendo eletto deputato con il 34,3% dei voti, superando di poco Annarita Patriarca del centro-destra (33,99%) e di molto Sandro Ruotolo del centro-sinistra (21,79%). Nella XIX legislatura della Repubblica è componente della 7ª Commissione Cultura, scienza e istruzione.

### Posizioni politiche
Sul suo profilo Facebook, trattando di politica estera, ha criticato con toni accesi il presidente dell'Ucraina Volodymyr Zelens'kyj e il presidente degli Stati Uniti d'America Joe Biden; dal punto di vista interno, invece, si è espresso in modo polemico nei confronti di Giuseppe Conte, Luigi Di Maio e Rocco Casalino, nonché, nel 2014, nei confronti del Movimento 5 Stelle stesso, che impediva all'attore di candidarsi nelle proprie liste in ragione della precedente esperienza, seppur da indipendente, nelle liste dell'Italia dei Valori, arrivando a definire la disciplina del M5S «regole da Ku Klux Klan», pur confermando il proprio voto alla formazione. Inoltre, nel 2015 sempre su Facebook ha attaccato aspramente i politici che si opponevano al taglio dei vitalizi.

## Filmografia

### Cinema
- La posta in gioco, regia di Sergio Nasca (1987)
- Scugnizzi, regia di Nanni Loy (1989)
- Pacco, doppio pacco e contropaccotto, regia di Nanni Loy (1993)
- Giovanni Falcone, regia di Giuseppe Ferrara (1993)
- Malesh - Lascia che sia, regia di Angelo Cannavacciuolo (1993)
- Pianese Nunzio, 14 anni a maggio, regia di Antonio Capuano (1996)
- Il sindaco, regia di Ugo Fabrizio Giordani (1996)
- Tre uomini e una gamba, regia di Aldo, Giovanni e Giacomo e Massimo Venier (1997)
- Santo Stefano, regia di Angelo Pasquini (1997)
- Un bel dì vedremo, regia di Tonino Valerii (1997)
- Crimine contro crimine, regia di Aldo Florio (1999)
- Un nuovo giorno, regia di Aurelio Grimaldi (1999)
- Il manoscritto di Van Hecken, regia di Nicola De Rinaldo (1999)
- Senza movente, regia di Luciano Odorisio (1999)
- Nella terra di nessuno, regia di Gianfranco Giagni (1999)
- I banchieri di Dio - Il caso Calvi, regia di Giuseppe Ferrara (2002)
- Un mondo d'amore, regia di Aurelio Grimaldi (2003)
- Signora, regia di Francesco Laudadio (2004)
- Verso nord, regia di Stefano Reali (2004)
- Segui le ombre, regia di Lucio Gaudino (2004)
- Padiglione 22, regia di Livio Bordone (2006)
- Liberarsi: figli di una rivoluzione minore regia di Salvatore Romano (2007)
- Se sarà luce sarà bellissimo - Moro: Un'altra storia, regia di Aurelio Grimaldi (2008)
- Basilicata coast to coast, regia di Rocco Papaleo (2009)
- Una vita violata, regia di Riccardo Sesani (2009)
- Linea di konfine, regia di Fabio Massa (2009)
- To Rome with Love, regia di Woody Allen (2012)
- All roads lead to Rome, regia di Eddie Lemhagen (2014)
- A Napoli non piove mai, regia di Sergio Assisi (2014)
- Natale col boss, regia di Volfango De Biasi (2015)
- Il viaggio, regia di Alfredo Arciero (2017)
- Ed è subito sera, regia di Claudio Insegno (2018)
- A mano disarmata, regia di Claudio Bonivento (2019)
- Io Giusy, regia di Nilo Sciarrone (2021)

### Televisione
- Il cespuglio delle bacche velenose, regia di Gianni Lepre – film TV (1987)
- L'ingranaggio, regia di Silverio Blasi – miniserie TV (1987)
- Una storia italiana, regia di Stefano Reali – miniserie TV (1992)
- La piovra 7 - Indagine sulla morte del commissario Cattani, regia di Luigi Perelli – miniserie TV (1995)
- Felicità in prestito (Geliehenes Glück), regia di Ben Verbong – film TV (1997)
- Racket, regia di Luigi Perelli – miniserie TV (1997)
- Le ragazze di Piazza di Spagna – serie TV (1998-1999)
- Cronaca nera – serie TV (1998)
- Un prete tra noi – serie TV (1999)
- Don Matteo – serie TV, episodio 1x02 (2000)
- La squadra – serie TV, 117 episodi (2000-2004)
- Padre Pio - Tra cielo e terra, regia di Giulio Base – miniserie TV (2000)
- Il bello delle donne – serie TV (2001)
- Donne di mafia, regia di Giuseppe Ferrara – miniserie TV (2001)
- Il commissario – serie TV (2002)
- Un medico in famiglia – serie TV, episodio 4x23 (2004)
- L'uomo sbagliato, regia di Stefano Reali – miniserie TV (2005)
- Il Grande Torino, regia di Claudio Bonivento – miniserie TV (2005)
- La contessa di Castiglione, regia di Josée Dayan – miniserie TV (2006)
- Crimini – serie TV (2006-2010)
- Eravamo solo mille, regia di Stefano Reali – miniserie TV (2007)
- Donne sbagliate, regia di Monica Vullo – miniserie TV (2007)
- La figlia di Elisa - Ritorno a Rivombrosa – serie TV (2007)
- L'ultimo padrino, regia di Marco Risi – miniserie TV (2008)
- Il coraggio di Angela, regia di Luciano Manuzzi – miniserie TV (2008)
- Il sangue e la rosa, regia di Salvatore Samperi, Luigi Parisi e Luciano Odorisio – miniserie TV (2008)
- Artemesia Sanchez, regia di Ambrogio Lo Giudice (2008)
- Moana, regia di Alfredo Peyretti – miniserie TV (2009)
- Occhio a quei due, regia di Carmine Elia – film TV (2009)
- R.I.S. Roma 2 - Delitti imperfetti – serie TV, 9 episodi (2011)
- Ultimo 4 - L'occhio del falco, regia di Michele Soavi – miniserie TV (2013)
- Un caso di coscienza 5 – serie TV (2013)
- Il restauratore 2 – serie TV (2014)
- Non è stato mio figlio – serie TV (2016)

## Doppiatori italiani
- Elio Zamuto in Giovanni Falcone

## Teatro
- Miles gloriosus di Tito Maccio Plauto, regia di Mario Ferrero (1984)
- L'istinto da brani di Edgar Allan Poe, Harold Pinter, Bertolt Brecht, regia di Mario Ferrero (1985)
- L'ultimo scugnizzo di Raffaele Viviani, regia di Ugo Gregoretti (1987-1989)
- 'O Vico di Raffaele Viviani, regia di Ciro Madonna (1988)
- Via Partenope di Raffaele Viviani, regia di Ciro Madonna (1989)
- Caffè di notte e giorno di Raffaele Viviani, regia di Ciro Madonna (1989)
- Aida di Antonio Petito, regia di Armando Pugliese (1990)
- Cab e 'Mbrell, spettacoli con il gruppo dei Cab e 'Mbrell (1990-1992)
- Tele... visioni di Gaetano Amato, regia di Gaetano Amato (1992-1994)
- Il piacere di essere... Amato di Gaetano Amato, regia di Gaetano Amato (1995-1998)
- Il piacere di essere... Amato - Il ritorno di Gaetano Amato, regia di Gaetano Amato (1999-2001)
- S.U.D. di Gaetano Amato, regia di Gaetano Amato (2002-2004)
- Luci di tenebre di Raffaele Esposito, regia di Raffaele Esposito (2002-2003)
- Fuori l'autore di Raffaele Viviani, regia di Nello Mascia (2005)
- Cumpagne e care amice di Italo Celoro e Ciro Madonna, regia di Italo Celoro (2006)
- Io faccio 'o show di Gaetano Amato, regia di Gaetano Amato (2007)
- Questa casa non è un albergo di Michele Caputo e Antonio D'Ausilio, regia di Paolo Magoni (2008)
- Padroni di barche di Raffaele Viviani, regia di Armando Pugliese (2009)
- Ma non è per cattiveria di Michele Caputo, Ciro Villano e Vincenzo Coppola, regia di Vincenzo Coppola (2009)
- Il giudizio universale, da Cesare Zavattini, regia di Armando Pugliese (2011)
- Napoli, chi resta e chi parte di Raffaele Viviani, regia di Armando Pugliese (2011)
- Casa di frontiera di Gianfelice Imparato, regia di Gianfelice Imparato (2014-2015)
- Miusicoll - Viaggio tra Bambenella e West Side Story di Gaetano Amato, tratto da testi vari, regia di Gaetano Amato (2014)
- Uno sguardo dal ponte di Arthur Miller, regia di Enrico Lamanna (dal 2016 al 2020)
- Torino Napoli via Marsala (la vera storia dell'Unità d'Italia) di Gaetano Amato, regia di Gaetano Amato (2019)
- Io sono Tempesta - Il delitto Matteotti, regia di Emanuele Gamba

## Opere
- Gaetano Amato, Il testimone. La (prima) vera indagine di Gennaro di Palma, Roma, Armando Curcio, 2010, ISBN 978-88-95049-50-2.
- Gaetano Amato, Il Paradiso può attendere. A volte, Napoli, Testepiene, 2010, ISBN 978-88-96774-01-4.
- Gaetano Amato, Gioco segreto, Napoli, Testepiene, 2011, ISBN 978-88-96774-06-9.
- Gaetano Amato, Il mistero della I lunga, Vallaricca, Edizioni CentoAutori, 2016, ISBN 978-88-6872-061-2.
- Gaetano Amato Lacrime Napulitane, Villaricca, Edizioni Centoautori, 2018, ISBN 9788868721695
- l'isola del tesoro, Villaricca, edizioni centoautori

## Riconoscimenti
- Premio miglior attore protagonista per " Ed è subito sera" regia di C. Insegno al "SOUTH FILM AND ARTS ACADEMY FESTIVAL" di Burgos, CILE" (2020)
- Safiter cinema festival (2019)
- Premio Fabula (2012)
- Premio Maiori Teatro (2012)
- Premio Pompei Film Festival (2011)
- Premio per la Letteratura – I colori di napoli (2009)
- Premio Selezionato bancarella Finalista per il testimone (2009)
- Libro del mese di Febbraio – Premio Bancarella (2009)
- Grolla d'oro Film tv Il Grande Torino (2005)
- Mirto d'oro miglior attore tv Festival del cinema di Poggio Mirteto (2003)
- Premio Qualità televisiva per la squadra festival della televisione italiana (2002)
- Premio comico dell'anno – festival del cabaret di PAESTUM (2001)
- Festival del cinema di Salerno (2000)
- Premio Charlot per il cabaret (1993)